# Персински блата
Персинските блата са група блата в България на остров Персин (Белене) в река Дунав, обявени за резерват „Персински блата“, който е част от Беленската група острови с площ от 385.2 хектара.

## Статут
Резерват „Персински блата“, обявен със Заповед № 1106 / 02.12.1981 г. с площ 385,2 ха. В резервата е забранена всякаква човешка дейност и по режим на защита съответства на категория I по IUCN. Със същата заповед, около резервата е обявена буферна зона с площ 551,8 ха, включващи остатъци от заливни гори, тополови култури, както и селскостопански земи. Резерватът е обявен с цел защитата на местообитанията на водоплаващите птици и характерната блатна растителност.

## Местоположение
Резерватът е на остров Персин и обхваща следните блата – Песчанското блато (Песчина, Писчанско блато, Пехченя, Писченско блато, Песченско блато) с площ 1,82 км², следват Мъртвото блато с площ 1,23 км², Старото блато с площ 41 ха, Дульово блато (Дульова бара) с площ 40 ха, Плое, Вирците, Латева (Лашева), Гонково блато (източно от Мъртвото блато) и още 7 по-малки блата. Има международно значение и е определен като орнитологично важно място.

## Флора
Има находище на водна лилия - сред големите в страната, както и дяволски орех, водна папрат, разковниче и др.

## Фауна
Резерватът е обитаван от много видове птици – червеноврат гмурец, белобуза рибарка, речна чайка, голям корморан и др. В целия резерват има около 170 видове птици.

## Проблеми
След изграждането на дигите на острова и отводнителната система в близките обработваеми земи, състоянието на резервата прогресивно се влошава — през лятото блатата често пресъхват, тръстиката завладява територията, натрупва се органична маса. Това изисква спешни възстановителни мерки, пречка за което е природозащитния статус, недопускащ човешко вмешателство. Тази пречка би могла да се преодолее чрез прилагане на предвидената в Закона за защитените територии процедура за прекатегоризация на обекта в „поддържан резерват“.